# Австразийские письма
Австразийские письма (лат. Epistolae Austrasicae, англ. Austrasian Letters) — сборник из сорока восьми эпистолярных документов различных авторов, датируемый концом VI века. Назван по Австразийскому королевству, при дворе правителей которого он был составлен. Ценный источник по истории Франкского государства второй половины V — конца VI веков.

## Рукописи
«Австразийские письма» сохранились в единственной рукописи — Codex Palatinus Latinus № 869, хранящейся в Ватиканской апостольской библиотеке. Она была составлена в XV веке из листов нескольких более ранних рукописей. Согласно палеографическим данным, текст «Австразийских писем» был записан в IX веке, возможно, в скриптории Лоршского монастыря. Присутствуют также небольшие правки, внесённые в XI веке. Основой для рукописи послужил протограф, составленный во времена Меровингов.

## Описание
«Австразийские письма» являются собранием сорока восьми посланий дипломатического и частного характера. Предполагается, что оно было составлено в конце VI века в столице Австразии Меце. Сборник был создан как образец документов различного характера и предназначался для работы придворных нотариев. Источниками текстов послужили архивы Реймсской, Трирской и Мецской епархий, а также архивы королевских дворов в Реймсе и Меце. Самое раннее послание — письмо епископа Туля Авспиция трирскому комиту Арбогасту (письмо № 23) — датируется временем около 460 года, самые поздние — переписка между королём Австразии Хильдебертом II и императором Византии Маврикием (письма № 40 и 41) — временем около 590 года.
«Австразийские письма» — источник важных сведений о дипломатической деятельности властителей Франкского государства. Послания содержат свидетельства о взаимоотношениях австразийского королевского двора с правителями Вестготского королевства, Византийской империи и лангобардов. Наибольшее число документов связаны с деятельностью австразийской королевы Брунгильды и её сына, короля Хильдеберта II, живших во второй половине VI века. Целый ряд фактов, упомянутых в «Австразийских письмах», отсутствуют в других средневековых исторических источниках. Среди таких известий, сведения о взаимоотношениях короля Хильдерика I и римлян (письмо № 2) и о совместных франко-византийских военных действиях против лангобардов во второй половине 580-х годов (письма 29—46). В то же время, выборочность посланий и отсутствие ответов на многие из них, вызывают затруднения в их точной интерпретации и соотнесении с событиями, известными из других источников.
Частные письма свидетельствуют о высокой образованности многих упомянутых в них лиц. В том числе, присутствуют сведения о литературной деятельности ряда высокопоставленных церковных и светских деятелей меровингской эпохи. Например, в письме № 16 сообщается, что король Теодеберт I был талантливым ритором, а в послании № 22 содержится известие о том, что королевский наставник Гогон был автором нескольких стихов. Это подтверждает преемственность культурных традиций позднеримской и меровингской элит.
«Австразийские письма», наряду с другими подобными эпистолярными собраниями (посланиями Сидония Аполлинария, Руриция I Лиможского и Авита Вьеннского, а также сборниками «Арльские письма» и «Вьеннские письма»), являются важным дополнением к свидетельствам нарративных источников о позднеантичной и раннесредневековой Галлии V—VI веков.

## Издания
На латинском языке:
- Epistolae Austrasiacae. — Monumenta Germaniae Historica. Epistolae (in Quart) III: Epistolae Merowingici et Karolini aevi (I). — Beroloni: Apud Weidmannos, 1892. — S. 110—153. Архивировано 24 декабря 2013 года.

На русском языке:
- Дюмезиль Б. Королева Брунгильда. — СПб.: Евразия, 2012. — С. 473—477. — ISBN 978-5-91852-027-7. (перевод пяти писем королевы Брунгильды)